# Dissens
Dissens (von lateinisch dissensus = „Uneinigkeit“, lateinisch dissentio, „ich stimme nicht bei“, lateinisch dissentire, „uneins sein“) bezeichnet im allgemeinen Sprachgebrauch eine Meinungsverschiedenheit in Bezug auf bestimmte Sachverhalte, Streitfragen und Themen. Er ist damit das Gegenteil zum Konsens.

## Dissens im Recht
Im vertragsrechtlichen Kontext bedeutet Dissens Einigungsmangel. Unterschieden werden der offene Dissens nach § 154 BGB und der versteckte Dissens nach § 155 BGB. Rechtsmethodisch steht der Dissens in der Nachbarschaft der Regelungen zum Irrtums- und zum Auslegungsrecht.

### Offener Dissens (§154 BGB)
Der offene Dissens verlangt, dass ein gegenseitiger Vertrag angedacht ist. Eine der Vertragsparteien verspürt aber das Verlangen, noch mindestens einen Punkt zum Vertrag regeln zu wollen. Dieser Punkt muss nicht zwingend vertragsentscheidend sein. Jedoch ist über diesen Punkt noch keine Entscheidung gefallen und beide Vertragspartner wissen das.
Rechtsfolge
- Normalfall: Falls beide Vertragspartner noch nicht begonnen haben, den Vertrag zu erfüllen, ist noch keine Bindung zwischen beiden Partnern entstanden. Der Vertrag gilt hier also als noch nicht geschlossen (§ 154 BGB).
- Ausnahme: Es kann jedoch sein, dass beide Personen schon begonnen haben, den Vertrag zu erfüllen, obwohl das Wissen über den vorhandenen Mangel existiert. Hier gilt der Vertrag als geschlossen und § 154 BGB findet keine Anwendung. Da aber immer noch keine Einigung über den Vertragspunkt entstanden ist, tritt an diese Stelle entweder die Auslegung des Vertrags zu diesem Punkt bzw. gesetzliche Regelungen.

### Versteckter Dissens (§155 BGB)
Beim versteckten Dissens gehen beide Vertragspartner davon aus, dass ein Vertrag geschlossen wurde und sich über jeden Punkt des Vertrages geeinigt wurde (§ 155 BGB). Liegt nach (normativer) Auslegung nach dem sogenannten objektiven Empfängerhorizont jedoch ein (normativer) Konsens vor, dann scheidet der versteckte Dissens aus, sodass doch ein Vertragsschluss beziehungsweise eine gültige Willenserklärung vorliegt. Es ist danach zu fragen, was ein objektiver Empfänger, anstelle des tatsächlichen Empfängers, nach Treu und Glauben (§ 242 BGB) und mit Rücksicht auf die Verkehrssitte verstehen konnte. Es gilt daher das objektiv Gesagte und nicht das tatsächlich Gewollte; dies zum Schutz des redlichen Geschäftsverkehrs. Der Vertrag wird aber durch das Erkennen des Fehlers beim versteckten Dissens nicht nichtig, sondern dem Vertragspartner wird die Möglichkeit der Anfechtung eingeräumt. Dieses Auseinanderfallen kann sich in verschiedenen Arten zeigen:
- Versteckte Unvollständigkeit: Hier denken beide Partner, dass sie sich über einen Punkt geeinigt hätten, dies aber versehentlich nicht verhandelt oder keine Einigung erzielt.
- Erklärungsdissens: Dies ist eine Art Missverständnis zwischen beiden Vertragspartnern. Beide haben aneinander vorbeigeredet und so nicht bemerkt, dass objektiv ihr Wortlaut nicht zusammenpasst. Eine Sonderform ist der Totaldissens. Hier wurde entweder über gar keinen Punkt eine Einigung erzielt oder blieb ein wesentlicher Punkt offen (z. B. Kaufpreis, Vertragspartner usw.). Somit fehlen grundlegende Voraussetzungen eines Vertrags (lateinisch essentialia negotii), und der Vertrag ist nicht zustande gekommen.
- Scheinkonsens: Beim Scheinkonsens haben sich beide Parteien nicht geeinigt, da sie einen Begriff verwendet haben, der eine mehrdeutige Bedeutung hat (Homonym) und beide Partner daher diesen Begriff unterschiedlich interpretiert haben.

Rechtsfolge
Beim versteckten Dissens gilt der Vertrag so weit, wie er auch ohne den nicht vereinbarten Punkt geschlossen worden wäre.

## In der islamischen Jurisprudenz
In der islamischen Jurisprudenz wird der Dissens zwischen den verschiedenen Rechtsgelehrten bzw. Rechtsschulen als Ichtilāf bezeichnet. Er wurde in vormoderner Zeit überwiegend positiv bewertet, weil es einen Hadith gibt, der besagt, dass er eine Gottesgnade darstellt.